# Blomheller Station
Blomheller Station (Blomheller holdeplass eller Blomheller stasjon) er en jernbanestation på Flåmsbanen i Norge. Stationen er simpelt opbygget med en gul ventesalsbygning af træ og en kort perron.
Stationen åbnede som trinbræt i 1942, da den ordinære persontrafik på banen startede. Betjeningen med persontog blev indstillet 5. januar 1998 men genoptaget 22. august 1999.